# Gredice (Klanjec)
 Gredice  falu Horvátországban Krapina-Zagorje megyében. Közigazgatásilag Klanjechez tartozik.

## Fekvése
Zágrábtól 32 km-re északnyugatra, községközpontjától  2 km-re délnyugatra, a Horvát Zagorje területén, a Szutla völgyében a megye délnyugati részén a szlovén határ mellett fekszik.

## Története
1857-ben 104, 1910-ben 124 lakosa volt. Trianonig Varasd vármegye Klanjeci járásához tartozott.  2001-ben 27 lakosa volt.